# Epioblasma capsaeformis
Epioblasma capsaeformis är en musselart som först beskrevs av I. Lea 1834.  Epioblasma capsaeformis ingår i släktet Epioblasma, och familjen målarmusslor. IUCN kategoriserar arten globalt som starkt hotad. Inga underarter finns listade.